# Parathrincostoma elongatum
Parathrincostoma elongatum is een vliesvleugelig insect uit de familie Halictidae. De wetenschappelijke naam van de soort is voor het eerst geldig gepubliceerd in 1962 door Benoist.